# تلویزیون ملی شیلی
تلویزیون ملی شیلی (اسپانیایی: Televisión Nacional de Chile یا مخفف: TVN) یک پخش‌کننده رسانه عمومی در شیلی است. این سازمان به دستور رئیس‌جمهور ادواردو فرای مونتالوا در ۱۸ سپتامبر ۱۹۶۹ در سراسر کشور راه‌اندازی شد. از آن زمان، این شرکت بارها سازماندهی شد و حوزه‌های عملیاتی آن در طول سال‌ها افزایش یافت و به یکی از پخش‌کننده‌های تلویزیونی پیشرو در شیلی و آمریکای جنوبی تبدیل شد. طبق قانون ۱۷۳۷۷ سال ۱۹۷۰، TVN باید یک سرویس رسانه عمومی، خودمختار، کثرت‌گرا و نماینده باشد. مأموریت عمومی TVN تعهد به ترویج هویت فرهنگی ملی، ارزش‌های دموکراسی، حقوق بشر، مراقبت از محیط زیست و احترام به تنوع است. علاوه بر این، تلویزیون ملی بر اساس معیارهای تعیین شده توسط شورای ملی تلویزیون (CNTV) بر برنامه‌های خدمات خود نظارت می‌کند.